# Doprsni kip papeža Pavla V.
Italijanski umetnik Gian Lorenzo Bernini je naredil dva doprsna kipa papeža Pavla V. Prvi je trenutno v Galeriji Borghese v Rimu. 1618 je splošno sprejet datum za portret papeža.  Leta 2015 je muzej J. Paul Getty v Los Angelesu pridobil drugi doprsni kip. Ustvaril ga je Bernini leta 1621, kmalu po smrti Pavla V., naročil pa ga je njegov nečak, kardinal Scipione Borghese. Bronasta različica te skulpture obstaja v Statens Museum for Kunst v Kopenhagnu na Danskem.

## Različice

### Prva različica
Izdelal jo je Bernini okoli 1619-1620, neposredno naročil papež sam, papež pa jo je hranil v svoji spalnici do svoje smrti leta 1621. Po tem datumu so jo hranili v Palazzo Borghese v Ripetti in kasneje v "galeriji" Vila Borghese do leta 1893, ko je bila s pripisom Alessandru Algardiju prodana na dražbi, ki jo je v Rimu med 13. in 24. marcem istega leta prodala antikvariatska galerija Vincenza Capobianchija (Rim 1836-1928), slikarja in trgovca z umetnostjo, z drugimi umetninami iz zbirke Borghese. Takoj po dražbi leta 1893 je skulptura prešla v zasebno zbirko na Dunaju, kot je mnogo let kasneje poudaril Italo Faldi, verjetno na priporočilo Antonia Muñoza, od konca 19. stoletja pa se je za njo dokončno izgubila sled. Francesco Petrucci , eden od Berninijevih vodilnih strokovnjakov, ga je ponovno odkril in ponovno pripisal Berniniju, zdaj pa je v muzeju Getty v Malibùju.

### Druga različica
Izdelana okoli leta 1622 po naročilu kardinala Scipioneja Borgheseja po papeževi smrti in ne leta 1618, kot se je dolgo verjelo, je manjša od drugih dveh različic. Slogovno je korzet bližje portretom iz zgodnjih 1620-ih kot tistim iz prejšnjega desetletja, kot je ustrezno poudaril Andrea Bacchi, ki je predlagal datacijo v 1622-1623. Pomanjkanje šarenice in zenice v očesnih jabolkih je motiv, ki se običajno uporablja pri posmrtnih portretih, tako kot sam Bernini za portrete monsignorja Francesca Barberinija (Washington, Narodna galerija umetnosti) in Antonia Barberinija (Rim, Narodna galerija antične umetnosti, Palazzo Barberini). Hranijo ga v galeriji Borghese v Rimu.

### Tretja različica
Kardinal Scipione Borghese je okoli leta 1623, po izvedbi prejšnjih dveh marmornih doprsnih kipov, "po naročilu viteza Bernina" in pod njegovim vodstvom pri ustanovitelju Sebastianu Sebastianiju naročil bronasti doprsni kip papeža. Bronasti doprsni kip, prodan leta 1892 na dražbi Giacominijeve in Capobianchijeve zbirke Borghese, prav tako pripisan Alessandru Algardiju, je bil pozneje združen v Državnim muzejem za umetnost v Københavnu.
- Doprsni kip papeža Pavla V., 1621, Getty Center
- Doprsni kip papeža Pavla V., 1622-23, Galerija Borghese, Rim

## Ponovno odkritje drugega doprsnega kipa
Večino 20. stoletja je drugi doprsni kip veljal za izgubljenega. Družina Borghese ga je prodala leta 1893, umetnostni zgodovinar pa je leta 1916 na Dunaju zabeležil njegov obstoj. Vendar pa je bilo malo več znanega o prisotnosti doprsnega kipa, dokler se ni pojavil na dražbi na Slovaškem leta 2014 – kos je bil v zasebna zbirka slovaškega umetnika Ernesta Zmetáka. Ne da bi ga prodajalci prepoznali, ga je kupil prebivalec Bratislave, Clément Guenebeaud, ki je nato doprsni kip prek Sotheby's prodal sedanjemu imetniku, muzeju Getty.